# Adelaide Johnson
Adelaide Johnson, née en 1859 et décédée en 1955 est une sculptrice américaine dont des œuvres sont présentes au Capitole des États-Unis et une féministe qui s'est engagée pour l'égalité des droits entre les hommes et les femmes.

## Biographie

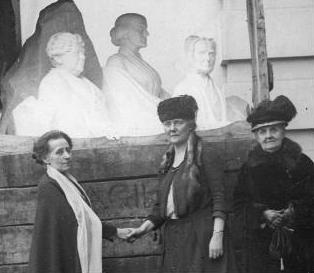
Adelaide Johnson (à gauche) à l'inauguration d'une de ses sculptures, en 1921. Conservée dans le Capitole des États-Unis, elle représente les trois suffragistes Lucretia Mott, Susan B. Anthony et Elizabeth Cady Stanton.